# Isla de Vionta
La isla de Vionta (Illa de Vionta, A Vionta) es una isla de la provincia de La Coruña (Galicia, España), situada al noreste de la isla de Sálvora, de la que la separa el canal conocido como paso Interior de Sálvora, a un kilómetro y medio de esa isla.

## Descripción
Es alargada y baja, conformándose como una de las islas más singulares de Galicia debido a la gran playa que se forma en toda la mitad sur de su pequeño territorio insular (11,5 hectáreas). Esta playa aporta arenas que cubren casi toda la isla, a excepción de su parte norte, que es rocosa, creando dunas que superan los 10 metros de altura. En la isla cría un importante número de aves marinas. Abundan las ratas y las lagartijas hispánicas. Forma parte del parque nacional de las Islas Atlánticas de Galicia.
- Datos: Q3399003